# São Domingos do Maranhão (ort)
São Domingos do Maranhão är en ort i Brasilien.   Den ligger i kommunen São Domingos do Maranhão och delstaten Maranhão, i den östra delen av landet, 1 200 km norr om huvudstaden Brasília. São Domingos do Maranhão ligger 179 meter över havet och antalet invånare är 18 275.
Terrängen runt São Domingos do Maranhão är huvudsakligen platt. São Domingos do Maranhão ligger nere i en dal. Det finns inga andra samhällen i närheten.
Omgivningarna runt São Domingos do Maranhão är huvudsakligen savann. Runt São Domingos do Maranhão är det ganska glesbefolkat, med 27 invånare per kvadratkilometer.